# تسوغوتوشي أوإيشي
تسوغوتوشي أوإيشي (باليابانية: 大石 治寿) (25 سبتمبر 1989 في يوكوهاما في اليابان – )؛ هو لاعب كرة قدم ياباني سابق كان يلعب كمهاجم.

## وصلات خارجية
- تسوغوتوشي أوإيشي على موقع رابطة كرة القدم اليابانية للمحترفين (اليابانية)
- تسوغوتوشي أوإيشي على موقع قاعدة بيانات كرة القدم.إي يو (الإنجليزية)
- تسوغوتوشي أوإيشي على موقع Soccerway.com (الإنجليزية)
- تسوغوتوشي أوإيشي على موقع عالم كرة القدم.نت (الإنجليزية)